# Takako Tezuka
Takako Tezuka (手塚 貴子, 6 de novembre de 1970) és una exfutbolista japonesa.

## Selecció del Japó
Va debutar amb la selecció del Japó el 1986. Va disputar 41 partits amb la selecció del Japó. Ha disputat Copa del Món de 1991.

## Estadístiques
| Selecció del Japó | Selecció del Japó | Selecció del Japó |
| Anys              | Partits           | Gols              |
| ----------------- | ----------------- | ----------------- |
| 1986              | 10                | 1                 |
| 1987              | 4                 | 0                 |
| 1988              | 3                 | 1                 |
| 1989              | 9                 | 6                 |
| 1990              | 4                 | 6                 |
| 1991              | 11                | 5                 |
| Total             | 41                | 19                |